# Aveleen Avide

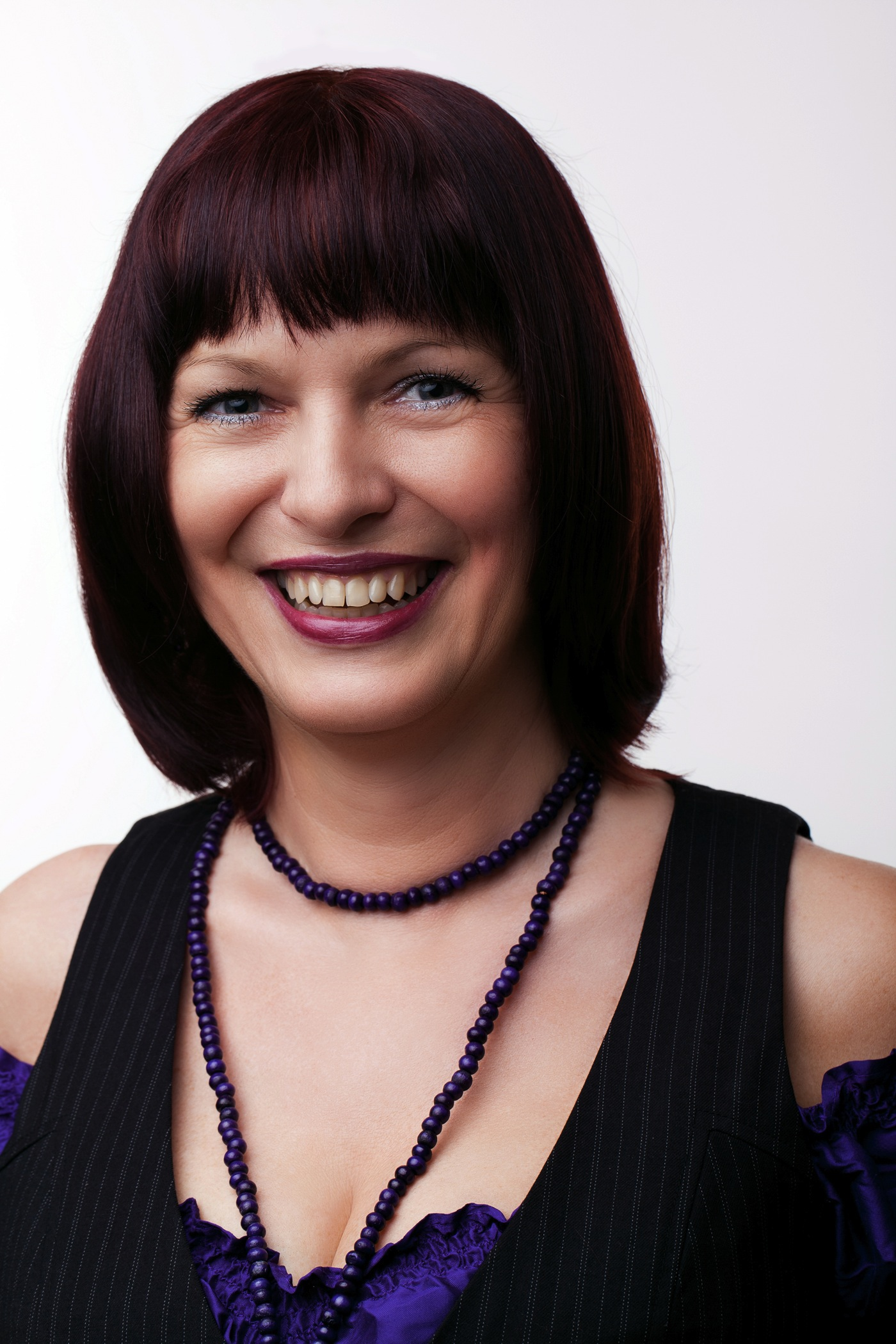
Aveleen Avide

Aveleen Avide (* 1965 in Neumarkt in der Oberpfalz) ist eine deutsche Erotik-Autorin, Bloggerin, Journalistin und Shopping-Beraterin. Derzeit lebt und arbeitet sie in München. Ihr Name ist ein Pseudonym.

## Leben und Schaffen
Im Alter von 35 Jahren folgte die gebürtige Oberpfälzerin einer nächtlichen Eingebung und startete ihre Karriere als Autorin erotischer Kurzgeschichten. Über ein belletristisches Fernstudium an der Schule des Schreibens eignete sich Aveleen Avide die Kunst des Schreibens an.
Im Jahre 2006 veröffentlichte sie in Zusammenarbeit mit einer Co-Autorin schließlich ihren ersten Band mit erotischen Kurzgeschichten: „Seidene Küsse“. Dieser belegte bereits kurz nach Veröffentlichung Platz eins der Amazon.de-Erotikbestsellerliste und hielt sich dort über vier Monate. Seitdem stehen die Werke der Erotikautorin regelmäßig an der Spitze der Amazon.de-Erotikbestsellerliste.
Ihr Werk „Samtene Nächte“ nannte das deutsche Men’s Health als Tipp in der Rubrik „Was Frauen sich wirklich wünschen“.
Als Bloggerin interviewt Aveleen Avide regelmäßig andere Autoren. In der langen Liste ihrer Interviewpartner finden sich unter anderen Weltbestsellerautoren wie Peter James und Joy Fielding sowie nationale Bestsellerautoren wie Ruth Moschner, Sebastian Fitzek, Iny Lorentz und viele andere. Außerdem berichtet Aveleen Avide auf ihrem Blog über Buch-Events, wie z. B. Lesungen von Giles Blunt, Peter Robinson, David Peace, Robert Littell, Jeffery Deaver, Andrew Taylor und viele mehr.
Neben ihrer Arbeit als Autorin, Bloggerin und Journalistin ist Aveleen Avide zusätzlich als Shopping-Beraterin tätig und interessiert sich auch privat für Mode. Sie hat nach eigenen Angaben eine Vorliebe für High Heels.

## Publikationen

### Bücher
- Grenzenlose Lust – erotische Kurzgeschichten vom Reisen. Rowohlt Verlag, ISBN 978-3499238420.
- Purpurne Lust. Rowohlt Verlag, ISBN 978-3499257766.
- Samtene Nächte. Rowohlt Verlag, ISBN 978-3499252433.
- Seidene Küsse. (in Zusammenarbeit mit einer Co-Autorin), Heyne-Verlag, ISBN 978-3453545144.

### E-Books
- Das Lustschloss, Hey-Verlag
- Erotischer Zirkel, Rowohlt
- Heisse Wünsche, Rowohlt Verlag
- Wie man sich bettet …, Rowohlt Verlag
- Annes süße Versuchung, Rowohlt Verlag
- Ein Höschen flattert im Wind, Rowohlt Verlag
- Sinneslust, Rowohlt Verlag
- Kuschelluder, Rowohlt Verlag
- Spieglein … Spieglein …, Rowohlt Verlag
- Soll ich … oder soll ich nicht?, Rowohlt Verlag
- Lockende Versuchung, Rowohlt Verlag